# Ematurga mediofasciata
Ematurga mediofasciata là một loài bướm đêm trong họ Geometridae.